# German Jazz Meeting
Das German Jazz Meeting (GJM) ist eine 2006 erstmals und seitdem im zweijährlichen Turnus stattfindende  „Showroom“-Konzert-Veranstaltung mit einer von Juroren bestimmten Auswahl deutscher Jazzbands. Zwölf Ensembles mit tourneefähigen Projekten können ihre Arbeit einem internationalen Fachpublikum vorstellen.

## Geschichte
Hinter dem Konzept des „German Jazz Meeting“ steckt ein gleichnamiger Verein, der im Sommer 2005 beim Treffen der Bundeskonferenz Jazz im Jazzinstitut Darmstadt gegründet wurde. Besorgt zeigte man sich über die beobachtete „mangelnde Vertretung deutscher Jazzmusiker auf den großen internationalen Festivals“. Laut dem online gestellten Gründungsprotokoll sollte das GJM ein „internationales Schaufenster für deutsche Jazzmusiker“ sein. Das Goethe-Institut signalisierte Unterstützung. Nach dem Vorbild der Skandinavier und dem ebenfalls alle zwei Jahre stattfindenden „Dutch Jazz Meeting“ in Amsterdam wollte man dazu etwa 100–120 internationale Veranstalter, Journalisten und Multiplikatoren einladen. Zweck des Vereins sollte allein die „inhaltliche Durchführung“ des GJM sein, also Juryauswahl, Programm-Erstellung, -Ablaufplanung und Organisation, sowie die Gewährleistung der Kontinuität des Projekts.

## Ziele
Laut Satzung zielt der Verein auf die „Förderung von Kunst und Kultur durch die Stärkung des Ansehens des Jazz und der zeitgenössischen Improvisierten Musik in Deutschland sowie der in Deutschland lebenden Musiker aus diesen Bereichen weltweit“.

## Strukturen
Arndt Weidler vom Jazzinstitut, Reiner Michalke, Geschäftsführer des „Stadtgarten“ in Köln und künstlerischer Leiter des Moers Festivals und Peter Schulze, damals künstlerischer Leiter des JazzFests Berlin, wurden in den ersten Vorstand des Vereins gewählt.
Insgesamt achtzehn Juroren wurden bestimmt. Davon waren 2007: fünf Programmverantwortliche renommierter Jazzclubs und -initiativen, fünf Printjournalisten von überregionalen Zeitungen oder Fachmagazinen, fünf Jazzredakteure deutscher Rundfunksender und drei Fachleute aus dem Musikbeirat des Goethe-Instituts.
Jeder der Juroren darf bis zu zwanzig Band-Vorschläge machen. Sodann vergibt er an jeden vorliegenden Vorschlag bis zu 20 Punkte. Die Musiker, die aufsummiert die höchste Punktzahl erzielten, werden zum nächsten GJM eingeladen. Für das GJM 2008 wurden 150 Vorschläge gezählt und zwölf Ensembles ausgewählt.

## Programm
An einem Wochenende im April findet das „German Jazz Meeting“ in zwei Sälen des Messe- und Kongresszentrums Bremen statt. Etwa 400 Zuhörer passen in den Borgward-Saal und den Focke-Wolff-Saal. Neben den circa 100 bis 120 geladenen nationalen und internationalen Gästen, Festivalleitern und Journalisten, stehen die Konzerte den Besuchern der Messe jazzahead offen. Jedes der eingeladenen Jazz-Projekte bekommt mit einem ca. 20-minütigen Auftritt Gelegenheit, sich einem internationalen (Fach-)Publikum vorzustellen. 

### Band-Auswahl 2008
Cyminology, „Carsten Daerr Trio“, „Silke Eberhard Quartett“, „Enders Room“, Laia Gencs „LiaisonTonique“, „Sebastian Gramss Underkarl“, „Anke Helfrich Trio“, „Hyperactive Kid“, „Johnny La Marama“, „Florian Ross 8Ball“, „Matthias Schriefl's Shreefpunk“, „Florian Weber Trio plays Minsarah“

### Band-Auswahl 2006
„Aki Takase Project plays Fats Waller“, Der Rote Bereich, „Erdmann 3000“, „Julia Hülsmann Trio with Roger Cicero“, „Lisa Bassenge & Band“, Lychee Lassi, „Michael Schiefels jazzIndeed“, „Thärichens Tentett“, „[em] Wollny/Kruse/Schaefer“, „Angelika Niesciers sublim“, „Christopher Dells DRA“, „Florian Ross Trio“, „Nils Wogram & Root 70“, „Turbo Pascale“